# Aziatische keuken
De Aziatische keuken omvat alle keukens van Azië. De keukens van het continent zijn voornamelijk beïnvloed door het boeddhisme, hindoeïsme en de islam met plaatselijke invloeden van het christendom en jodendom. De voornaamste leverancier van koolhydraten is rijst. Het continent kent een grote variatie aan specerijen die ook doorklinken in de regionale en nationale gerechten. In de zeelanden wordt veel vis gegeten.

## Keuken naar subregio
De Aztiatische keuken kan ingedeeld worden naar subregio van het continent, met elk een eigen stempel.

### Zuidwest-Azië
De subregio Zuidwest-Azië omvat de keukens van het Midden-Oosten en het Arabisch Schiereiland, inclusief de Zuidelijke Kaukasus.
- Armeense keuken
- Azerbeidzjaanse keuken
- Libanese keuken
- Perzische keuken
- Turkse keuken
- Aramese keuken

### Zuid-Azië
De subregio Zuid-Azië kent onder andere de
- Bhutaanse keuken
- Indiase keuken
- Pakistaanse keuken
- Nepalese keuken
- Sri Lankaanse keuken

### Centraal-Azië
De subregio Centraal-Azië kent onder andere de
- Oezbeekse keuken
- Tadzjiekse keuken

### Oost-Azië
De subregio Oost-Azië kent onder andere de volgende keukens. Met uitzondering van de Chinese vastelandkeuken wordt er veel vis gegeten. 
- Chinese keuken
  - Kantonese keuken
- Japanse keuken
- Koreaanse keuken
- Tibetaanse keuken

### Zuidoost-Azië
De subregio Zuidoost-Azië kent onder andere de
- Birmaanse keuken
- Cambodjaanse keuken
- Filipijnse keuken
- Indische keuken
- Indonesische keuken
- Laotiaanse keuken
- Maleisische keuken
- Myanmyar-keuken
- Singaporese keuken
- Thaise keuken
- Vietnamese keuken